# Bartolomeo (ISS-Plattform)

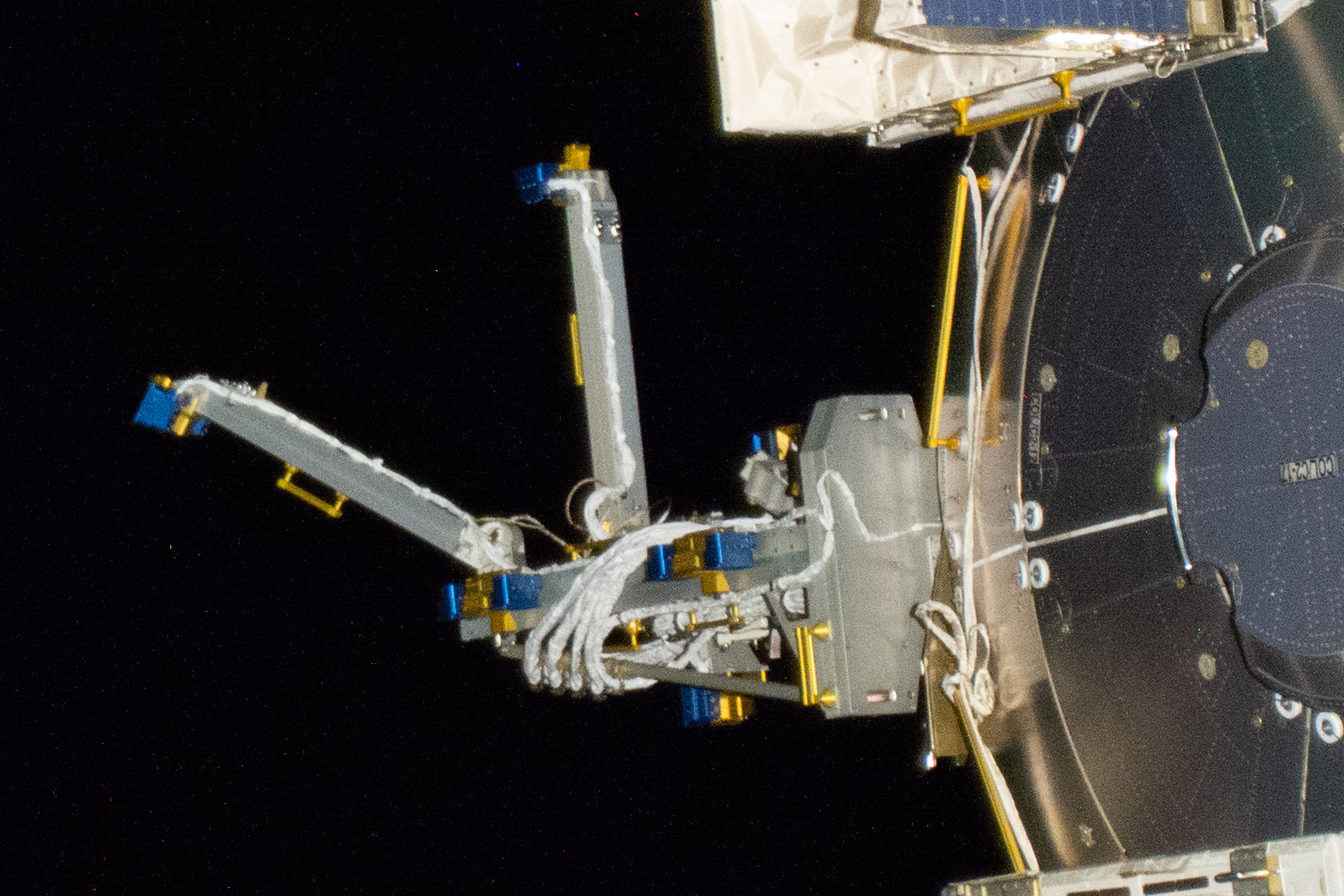
Bartolomeo am Columbus-Modul

Bartolomeo ist eine von Airbus in Bremen gebaute kommerzielle Außenplattform für Experimente und Technologieentwicklung im freien Weltraum. Sie wurde im März 2020 mit dem Dragon-Versorgungsflug CRS-20 zur ISS gebracht und im April 2020 per Fernsteuerung am europäischen Labormodul Columbus montiert.
Die Plattform ist nach Bartolomeo Kolumbus benannt, dem jüngeren Bruder von Christoph Kolumbus, und bietet Energieversorgung und Datenübertragung für bis zu zwölf Nutzlastschächte. Bartolomeo ermöglicht als erste privat (durch Airbus) mitfinanzierte Außenplattform Europas auf der ISS Firmen und Forschungseinrichtungen, Projekte im Weltraum zu realisieren. Die Preise bewegen sich laut Hersteller zwischen 300.000 und 3,5 Millionen Euro Jahresmiete je nach Nutzlastgröße.
Durch Verzögerungen im Commercial-Crew-Programm waren während der ISS-Expedition 63 weniger Astronauten an Bord der ISS als geplant. So wurden erst im Januar und März 2021 eine Ka-Band-Antenne zur schnellen Kommunikation an Columbus angeschlossen sowie vier von sechs Strom- und Datenverbindungen von Bartolomeo während zweier Außenbordeinsätze verbunden. Bei der Installation kam es jedoch zu Unregelmäßigkeiten, so dass die Plattform laut NASA nur „teilweise betriebsbereit aber in einer sicheren Konfiguration“ war. Am 23. März 2022 schloss Matthias Maurer bei seinem Außenbordeinsatz die noch fehlenden Verbindungen an und machte die Forschungsplattform damit auch praktisch einsatzbereit.